# Serie B 1986-1987 (hockey su pista)
La Serie B 1986-1987 è il torneo di terzo livello del campionato italiano di hockey su pista per la stagione 1986-1987.

## Girone A

### Classifica finale
|  | Pos. | Squadra             | Pt | G | V | N | P | GF | GS | DR  |
|  | ---- | ------------------- | -- | - | - | - | - | -- | -- | --- |
|  | 1.   | Marzotto Valdagno   | 15 | 8 | 7 | 1 | 0 | 65 | 16 | +50 |
|  | 2.   | Sandrigo            | 12 | 8 | 5 | 2 | 1 | 30 | 21 | +9  |
|  | 3.   | Don Piero Carpenedo | 6  | 8 | 3 | 0 | 5 | 27 | 39 | -12 |
|  | 4.   | Rollen Pordenone    | 5  | 8 | 2 | 1 | 5 | 23 | 32 | -10 |
|  | 5.   | Pico Mirandola      | 2  | 8 | 1 | 0 | 7 | 25 | 62 | -37 |

Legenda:
  Ammesso ai play-off.
      Va al play-off promozione.
      Va al play-off retrocessione.
Note:
Due punti a vittoria, uno a pareggio, zero a sconfitta.
In caso di arrivo di due o più squadre a pari punti, la graduatoria finale verrà stilata secondo la classifica avulsa tra le squadre interessate che prevede, in ordine, i seguenti criteri:
- Punti negli scontri diretti.
- Differenza reti negli scontri diretti.
- Differenza reti generale.
- Reti realizzate in generale.
- Sorteggio.

### Risultati

#### Tabellone
Compilato esclusivamente con risultati pubblicati dalla FIHP.
| Gir.A 1986-1987     | DonC | GPic | MarV | RolP | Sand |
| ------------------- | ---- | ---- | ---- | ---- | ---- |
| Don Piero Carpenedo | –––– | 9-2  | 1-9  | 2-5  | 2-3  |
| G.Pico Mirandola    | 4-5  | –––– | 3-17 | 1-5  | 5-8  |
| Marzotto Valdagno   | 7-2  | 10-4 | –––– | 9-0  | 6-3  |
| Rollen Pordenone    | 3-4  | 4-5  | 2-6  | –––– | 1-2  |
| Sandrigo            | 6-2  | 4-1  | 1-1  | 3-3  | –––– |

#### Calendario
| Andata (1ª) | Andata (1ª)              | Prima giornata                     | Ritorno (6ª) | Ritorno (6ª) |
|             |                          |                                    |              |              |
| 3 gen.      | 2-3                      | Don Piero Carpenedo-Sandrigo       | 2-6          | 7 feb.       |
| 3 gen.      | 2-6                      | Rollen Pordenone-Marzotto Valdagno | 0-9          | 7 feb.       |
| 3 gen.      | Riposa: G.Pico Mirandola |                                    |              | 7 feb.       |

| Andata (2ª) | Andata (2ª)              | Seconda giornata                      | Ritorno (7ª) | Ritorno (7ª) |
|             |                          |                                       |              |              |
| 10 gen.     | 1-9                      | Don Piero Carpenedo-Marzotto Valdagno | 4-1          | 14 feb.      |
| 10 gen.     | 4-1                      | Sandrigo-G.Pico Mirandola             | 8-5          | 14 feb.      |
| 10 gen.     | Riposa: Rollen Pordenone |                                       |              | 14 feb.      |

| Andata (1ª) | Andata (1ª)              | Prima giornata                     | Ritorno (6ª) | Ritorno (6ª) |
|             |                          |                                    |              |              |
| 3 gen.      | 2-3                      | Don Piero Carpenedo-Sandrigo       | 2-6          | 7 feb.       |
| 3 gen.      | 2-6                      | Rollen Pordenone-Marzotto Valdagno | 0-9          | 7 feb.       |
| 3 gen.      | Riposa: G.Pico Mirandola |                                    |              | 7 feb.       |

| Andata (2ª) | Andata (2ª)              | Seconda giornata                      | Ritorno (7ª) | Ritorno (7ª) |
|             |                          |                                       |              |              |
| 10 gen.     | 1-9                      | Don Piero Carpenedo-Marzotto Valdagno | 4-1          | 14 feb.      |
| 10 gen.     | 4-1                      | Sandrigo-G.Pico Mirandola             | 8-5          | 14 feb.      |
| 10 gen.     | Riposa: Rollen Pordenone |                                       |              | 14 feb.      |

| Andata (3ª) | Andata (3ª)      | Terza giornata                       | Ritorno (8ª) | Ritorno (8ª) |
|             |                  |                                      |              |              |
| 17 gen.     | 2-5              | Don Piero Carpenedo-Rollen Pordenone | 4-3          | 21 feb.      |
| 17 gen.     | 3-17             | G.Pico Mirandola-Marzotto Valdagno   | 4-10         | 21 feb.      |
| 17 gen.     | Riposa: Sandrigo |                                      |              | 21 feb.      |

| Andata (4ª) | Andata (4ª)                 | Quarta giornata                   | Ritorno (9ª) | Ritorno (9ª) |
|             |                             |                                   |              |              |
| 24 gen.     | 6-3                         | Marzotto Valdagno-Sandrigo        | 1-1          | 28 feb.      |
| 24 gen.     | 4-5                         | Rollen Pordenone-G.Pico Mirandola | 5-1          | 28 feb.      |
| 24 gen.     | Riposa: Don Piero Carpenedo |                                   |              | 28 feb.      |

| Andata (3ª) | Andata (3ª)      | Terza giornata                       | Ritorno (8ª) | Ritorno (8ª) |
|             |                  |                                      |              |              |
| 17 gen.     | 2-5              | Don Piero Carpenedo-Rollen Pordenone | 4-3          | 21 feb.      |
| 17 gen.     | 3-17             | G.Pico Mirandola-Marzotto Valdagno   | 4-10         | 21 feb.      |
| 17 gen.     | Riposa: Sandrigo |                                      |              | 21 feb.      |

| Andata (4ª) | Andata (4ª)                 | Quarta giornata                   | Ritorno (9ª) | Ritorno (9ª) |
|             |                             |                                   |              |              |
| 24 gen.     | 6-3                         | Marzotto Valdagno-Sandrigo        | 1-1          | 28 feb.      |
| 24 gen.     | 4-5                         | Rollen Pordenone-G.Pico Mirandola | 5-1          | 28 feb.      |
| 24 gen.     | Riposa: Don Piero Carpenedo |                                   |              | 28 feb.      |

| \| Andata (5ª) \| Andata (5ª) \| Quinta giornata \| Ritorno (10ª) \| Ritorno (10ª) \| \| \| \| \| \| \| \| 31 gen. \| 4-5 \| G.Pico Mirandola-Don Piero Carpenedo \| 2-9 \| 7 mar. \| \| 31 gen. \| 3-3 \| Sandrigo-Rollen Pordenone \| 2-1 \| 7 mar. \| \| 31 gen. \| Riposa: Marzotto Valdagno \| \| \| 7 mar. \| |                           |                                      |               |               |
| Andata (5ª) | Andata (5ª)               | Quinta giornata                      | Ritorno (10ª) | Ritorno (10ª) |
| |                           |                                      |               |               |
| 31 gen. | 4-5                       | G.Pico Mirandola-Don Piero Carpenedo | 2-9           | 7 mar.        |
| 31 gen. | 3-3                       | Sandrigo-Rollen Pordenone            | 2-1           | 7 mar.        |
| 31 gen. | Riposa: Marzotto Valdagno |                                      |               | 7 mar.        |

| Andata (5ª) | Andata (5ª)               | Quinta giornata                      | Ritorno (10ª) | Ritorno (10ª) |
|             |                           |                                      |               |               |
| 31 gen.     | 4-5                       | G.Pico Mirandola-Don Piero Carpenedo | 2-9           | 7 mar.        |
| 31 gen.     | 3-3                       | Sandrigo-Rollen Pordenone            | 2-1           | 7 mar.        |
| 31 gen.     | Riposa: Marzotto Valdagno |                                      |               | 7 mar.        |

## Girone B

### Classifica finale
|  | Pos. | Squadra             | Pt | G | V | N | P | GF | GS | DR  |
|  | ---- | ------------------- | -- | - | - | - | - | -- | -- | --- |
|  | 1.   | Lodi                | 14 | 8 | 7 | 0 | 1 | 50 | 14 | +36 |
|  | 2.   | Tricolore           | 13 | 8 | 6 | 1 | 1 | 73 | 37 | +36 |
|  | 3.   | Rotellistica Novara | 8  | 8 | 3 | 2 | 3 | 45 | 31 | +14 |
|  | 4.   | Amatori Novara      | 5  | 8 | 2 | 1 | 5 | 39 | 50 | -11 |
|  | 5.   | Monza 83            | 0  | 8 | 0 | 0 | 8 | 16 | 91 | -75 |

Legenda:
  Ammesso ai play-off.
      Va al play-off promozione.
      Va al play-off retrocessione.
Note:
Due punti a vittoria, uno a pareggio, zero a sconfitta.
In caso di arrivo di due o più squadre a pari punti, la graduatoria finale verrà stilata secondo la classifica avulsa tra le squadre interessate che prevede, in ordine, i seguenti criteri:
- Punti negli scontri diretti.
- Differenza reti negli scontri diretti.
- Differenza reti generale.
- Reti realizzate in generale.
- Sorteggio.

### Risultati

#### Tabellone
Compilato esclusivamente con risultati pubblicati dalla FIHP.
| Gir.B 1986-1987     | AmNo | Lodi | Monz | RotN | Tric |
| ------------------- | ---- | ---- | ---- | ---- | ---- |
| Amatori Novara      | –––– | 1-10 | 9-3  | 4-4  | 8-9  |
| Lodi                | 5-3  | –––– | 8-2  | 5-0  | 6-2  |
| Monza 83            | 4-8  | 0-7  | –––– | 2-13 | 2-4  |
| Rotellistica Novara | 5-2  | 1-5  | 12-0 | –––– | 6-6  |
| Tricolore           | 10-4 | 5-4  | 30-3 | 7-4  | –––– |

#### Calendario
| Andata (1ª) | Andata (1ª)       | Prima giornata           | Ritorno (6ª) | Ritorno (6ª) |
|             |                   |                          |              |              |
| 3 gen.      | 9-3               | Amatori Novara-Monza 83  | 8-4          | 7 feb.       |
| 3 gen.      | 5-0               | Lodi-Rotellistica Novara | 5-1          | 7 feb.       |
| 3 gen.      | Riposa: Tricolore |                          |              | 7 feb.       |

| Andata (2ª) | Andata (2ª)            | Seconda giornata              | Ritorno (7ª) | Ritorno (7ª) |
|             |                        |                               |              |              |
| 10 gen.     | 0-7                    | Monza 83-Lodi                 | 2-8          | 14 feb.      |
| 10 gen.     | 6-6                    | Rotellistica Novara-Tricolore | 4-7          | 14 feb.      |
| 10 gen.     | Riposa: Amatori Novara |                               |              | 14 feb.      |

| Andata (1ª) | Andata (1ª)       | Prima giornata           | Ritorno (6ª) | Ritorno (6ª) |
|             |                   |                          |              |              |
| 3 gen.      | 9-3               | Amatori Novara-Monza 83  | 8-4          | 7 feb.       |
| 3 gen.      | 5-0               | Lodi-Rotellistica Novara | 5-1          | 7 feb.       |
| 3 gen.      | Riposa: Tricolore |                          |              | 7 feb.       |

| Andata (2ª) | Andata (2ª)            | Seconda giornata              | Ritorno (7ª) | Ritorno (7ª) |
|             |                        |                               |              |              |
| 10 gen.     | 0-7                    | Monza 83-Lodi                 | 2-8          | 14 feb.      |
| 10 gen.     | 6-6                    | Rotellistica Novara-Tricolore | 4-7          | 14 feb.      |
| 10 gen.     | Riposa: Amatori Novara |                               |              | 14 feb.      |

| Andata (3ª) | Andata (3ª)                 | Terza giornata      | Ritorno (8ª) | Ritorno (8ª) |
|             |                             |                     |              |              |
| 17 gen.     | 5-3                         | Lodi-Amatori Novara | 10-1         | 21 feb.      |
| 17 gen.     | 30-3                        | Tricolore-Monza 83  | 4-2          | 21 feb.      |
| 17 gen.     | Riposa: Rotellistica Novara |                     |              | 21 feb.      |

| Andata (4ª) | Andata (4ª)  | Quarta giornata              | Ritorno (9ª) | Ritorno (9ª) |
|             |              |                              |              |              |
| 24 gen.     | 8-9          | Amatori Novara-Tricolore     | 4-10         | 28 feb.      |
| 24 gen.     | 2-13         | Monza 83-Rotellistica Novara | 0-12         | 28 feb.      |
| 24 gen.     | Riposa: Lodi |                              |              | 28 feb.      |

| Andata (3ª) | Andata (3ª)                 | Terza giornata      | Ritorno (8ª) | Ritorno (8ª) |
|             |                             |                     |              |              |
| 17 gen.     | 5-3                         | Lodi-Amatori Novara | 10-1         | 21 feb.      |
| 17 gen.     | 30-3                        | Tricolore-Monza 83  | 4-2          | 21 feb.      |
| 17 gen.     | Riposa: Rotellistica Novara |                     |              | 21 feb.      |

| Andata (4ª) | Andata (4ª)  | Quarta giornata              | Ritorno (9ª) | Ritorno (9ª) |
|             |              |                              |              |              |
| 24 gen.     | 8-9          | Amatori Novara-Tricolore     | 4-10         | 28 feb.      |
| 24 gen.     | 2-13         | Monza 83-Rotellistica Novara | 0-12         | 28 feb.      |
| 24 gen.     | Riposa: Lodi |                              |              | 28 feb.      |

| \| Andata (5ª) \| Andata (5ª) \| Quinta giornata \| Ritorno (10ª) \| Ritorno (10ª) \| \| \| \| \| \| \| \| 31 gen. \| 5-2 \| Rotellistica Novara-Amatori Novara \| 4-4 \| 7 mar. \| \| 31 gen. \| 5-4 \| Tricolore-Lodi \| 2-6 \| 7 mar. \| \| 31 gen. \| Riposa: Monza 83 \| \| \| 7 mar. \| |                  |                                    |               |               |
| Andata (5ª) | Andata (5ª)      | Quinta giornata                    | Ritorno (10ª) | Ritorno (10ª) |
| |                  |                                    |               |               |
| 31 gen. | 5-2              | Rotellistica Novara-Amatori Novara | 4-4           | 7 mar.        |
| 31 gen. | 5-4              | Tricolore-Lodi                     | 2-6           | 7 mar.        |
| 31 gen. | Riposa: Monza 83 |                                    |               | 7 mar.        |

| Andata (5ª) | Andata (5ª)      | Quinta giornata                    | Ritorno (10ª) | Ritorno (10ª) |
|             |                  |                                    |               |               |
| 31 gen.     | 5-2              | Rotellistica Novara-Amatori Novara | 4-4           | 7 mar.        |
| 31 gen.     | 5-4              | Tricolore-Lodi                     | 2-6           | 7 mar.        |
| 31 gen.     | Riposa: Monza 83 |                                    |               | 7 mar.        |

## Girone C

### Classifica finale
|  | Pos. | Squadra                | Pt | G | V | N | P | GF | GS | DR  |
|  | ---- | ---------------------- | -- | - | - | - | - | -- | -- | --- |
|  | 1.   | Mens Sana Siena        | 15 | 8 | 7 | 1 | 0 | 38 | 19 | +19 |
|  | 2.   | Pro Sarzana            | 12 | 8 | 6 | 0 | 2 | 63 | 32 | +31 |
|  | 3.   | Roll Prato             | 5  | 8 | 2 | 1 | 5 | 35 | 45 | -10 |
|  | 4.   | Pattinatori Pistoia    | 4  | 8 | 2 | 0 | 6 | 34 | 32 | +2  |
|  | 5.   | Adriatica Montesilvano | 4  | 8 | 1 | 2 | 5 | 26 | 68 | -42 |

Legenda:
  Ammesso ai play-off.
      Va al play-off promozione.
      Va al play-off retrocessione.
Note:
Due punti a vittoria, uno a pareggio, zero a sconfitta.
In caso di arrivo di due o più squadre a pari punti, la graduatoria finale verrà stilata secondo la classifica avulsa tra le squadre interessate che prevede, in ordine, i seguenti criteri:
- Punti negli scontri diretti.
- Differenza reti negli scontri diretti.
- Differenza reti generale.
- Reti realizzate in generale.
- Sorteggio.

### Risultati

#### Tabellone
Compilato esclusivamente con risultati pubblicati dalla LNHP.
| Gir.C 1986-1987        | Adri | Mens | PatP | ProS | RolP |
| ---------------------- | ---- | ---- | ---- | ---- | ---- |
| Adriatica Montesilvano | –––– | 5-5  | 3-2  | 2-3  | 6-6  |
| Mens Sana Siena        | 9-2  | –––– | 4-2  | 4-3  | 5-2  |
| Patt.Pistoia           | 10-2 | 2-3  | –––– | 5-7  | 5-6  |
| Pro Sarzana            | 23-2 | 3-5  | 6-4  | –––– | 7-4  |
| Roll Prato             | 10-4 | 0-3  | 1-4  | 6-11 | –––– |

##### Calendario
| Andata (1ª) | Andata (1ª)        | Prima giornata                      | Ritorno (6ª) | Ritorno (6ª) |
|             |                    |                                     |              |              |
| 3 gen.      | 3-2                | Adriatica Mont.-Pattinatori Pistoia | 2-10         | 7 feb.       |
| 3 gen.      | 3-5                | Pro Sarzana-Mens Sana Siena         | 3-4          | 7 feb.       |
| 3 gen.      | Riposa: Roll Prato |                                     |              | 7 feb.       |

| Andata (2ª) | Andata (2ª)         | Seconda giornata                    | Ritorno (7ª) | Ritorno (7ª) |
|             |                     |                                     |              |              |
| 10 gen.     | 4-2                 | Mens Sana Siena-Pattinatori Pistoia | 3-2          | 14 feb.      |
| 10 gen.     | 10-4                | Roll Prato-Adriatica Montesilvano   | 6-6          | 14 feb.      |
| 10 gen.     | Riposa: Pro Sarzana |                                     |              | 14 feb.      |

| Andata (1ª) | Andata (1ª)        | Prima giornata                      | Ritorno (6ª) | Ritorno (6ª) |
|             |                    |                                     |              |              |
| 3 gen.      | 3-2                | Adriatica Mont.-Pattinatori Pistoia | 2-10         | 7 feb.       |
| 3 gen.      | 3-5                | Pro Sarzana-Mens Sana Siena         | 3-4          | 7 feb.       |
| 3 gen.      | Riposa: Roll Prato |                                     |              | 7 feb.       |

| Andata (2ª) | Andata (2ª)         | Seconda giornata                    | Ritorno (7ª) | Ritorno (7ª) |
|             |                     |                                     |              |              |
| 10 gen.     | 4-2                 | Mens Sana Siena-Pattinatori Pistoia | 3-2          | 14 feb.      |
| 10 gen.     | 10-4                | Roll Prato-Adriatica Montesilvano   | 6-6          | 14 feb.      |
| 10 gen.     | Riposa: Pro Sarzana |                                     |              | 14 feb.      |

| Andata (3ª) | Andata (3ª)             | Terza giornata                 | Ritorno (8ª) | Ritorno (8ª) |
|             |                         |                                |              |              |
| 17 gen.     | 2-3                     | Adriatica Mont.-Pro Sarzana    | 2-23         | 21 feb.      |
| 17 gen.     | 5-6                     | Pattinatori Pistoia-Roll Prato | 4-1          | 21 feb.      |
| 17 gen.     | Riposa: Mens Sana Siena |                                |              | 21 feb.      |

| Andata (4ª) | Andata (4ª)                 | Quarta giornata              | Ritorno (9ª) | Ritorno (9ª) |
|             |                             |                              |              |              |
| 24 gen.     | 9-2                         | Mens Sana Siena-Adriatica M. | 5-5          | 28 feb.      |
| 24 gen.     | 7-4                         | Pro Sarzana-Roll Prato       | 11-6         | 28 feb.      |
| 24 gen.     | Riposa: Pattinatori Pistoia |                              |              | 28 feb.      |

| Andata (3ª) | Andata (3ª)             | Terza giornata                 | Ritorno (8ª) | Ritorno (8ª) |
|             |                         |                                |              |              |
| 17 gen.     | 2-3                     | Adriatica Mont.-Pro Sarzana    | 2-23         | 21 feb.      |
| 17 gen.     | 5-6                     | Pattinatori Pistoia-Roll Prato | 4-1          | 21 feb.      |
| 17 gen.     | Riposa: Mens Sana Siena |                                |              | 21 feb.      |

| Andata (4ª) | Andata (4ª)                 | Quarta giornata              | Ritorno (9ª) | Ritorno (9ª) |
|             |                             |                              |              |              |
| 24 gen.     | 9-2                         | Mens Sana Siena-Adriatica M. | 5-5          | 28 feb.      |
| 24 gen.     | 7-4                         | Pro Sarzana-Roll Prato       | 11-6         | 28 feb.      |
| 24 gen.     | Riposa: Pattinatori Pistoia |                              |              | 28 feb.      |

| \| Andata (5ª) \| Andata (5ª) \| Quinta giornata \| Ritorno (10ª) \| Ritorno (10ª) \| \| \| \| \| \| \| \| 31 gen. \| 5-7 \| Pattinatori Pistoia-Pro Sarzana \| 4-6 \| 7 mar. \| \| 31 gen. \| 0-3 \| Roll Prato-Mens Sana Siena \| 2-5 \| 7 mar. \| \| 31 gen. \| Riposa: Adriatica Montesilvano \| \| \| 7 mar. \| |                                |                                 |               |               |
| Andata (5ª) | Andata (5ª)                    | Quinta giornata                 | Ritorno (10ª) | Ritorno (10ª) |
| |                                |                                 |               |               |
| 31 gen. | 5-7                            | Pattinatori Pistoia-Pro Sarzana | 4-6           | 7 mar.        |
| 31 gen. | 0-3                            | Roll Prato-Mens Sana Siena      | 2-5           | 7 mar.        |
| 31 gen. | Riposa: Adriatica Montesilvano |                                 |               | 7 mar.        |

| Andata (5ª) | Andata (5ª)                    | Quinta giornata                 | Ritorno (10ª) | Ritorno (10ª) |
|             |                                |                                 |               |               |
| 31 gen.     | 5-7                            | Pattinatori Pistoia-Pro Sarzana | 4-6           | 7 mar.        |
| 31 gen.     | 0-3                            | Roll Prato-Mens Sana Siena      | 2-5           | 7 mar.        |
| 31 gen.     | Riposa: Adriatica Montesilvano |                                 |               | 7 mar.        |

## Girone D

### Classifica finale
|  | Pos. | Squadra             | Pt | G | V | N | P | GF | GS | DR  |
|  | ---- | ------------------- | -- | - | - | - | - | -- | -- | --- |
|  | 1.   | Molfetta            | 12 | 8 | 6 | 0 | 2 | 48 | 29 | +19 |
|  | 2.   | Roller Salerno      | 11 | 8 | 5 | 1 | 2 | 40 | 28 | +12 |
|  | 3.   | Rotellistica Matera | 9  | 8 | 4 | 1 | 3 | 38 | 36 | +2  |
|  | 4.   | Salerno             | 8  | 8 | 4 | 0 | 4 | 41 | 33 | +8  |
|  | 5.   | Croce Azzurra       | 0  | 8 | 0 | 0 | 8 | 25 | 66 | -21 |

Legenda:
  Ammesso ai play-off.
      Va al play-off promozione.
      Va al play-off retrocessione.
Note:
Due punti a vittoria, uno a pareggio, zero a sconfitta.
In caso di arrivo di due o più squadre a pari punti, la graduatoria finale verrà stilata secondo la classifica avulsa tra le squadre interessate che prevede, in ordine, i seguenti criteri:
- Punti negli scontri diretti.
- Differenza reti negli scontri diretti.
- Differenza reti generale.
- Reti realizzate in generale.
- Sorteggio.

### Risultati

#### Tabellone
Compilato esclusivamente con risultati pubblicati dalla FIHP.
| Gir.D 1986-1987   | CrAz | Molf | RolS | RotM | Sale |  |
| ----------------- | ---- | ---- | ---- | ---- | ---- |  |
| Croce Azzurra     | –––– | 1-6  | 2-9  | 4-9  | 4-6  |  |
| Molfetta          | 12-6 | –––– | 6-5  | 8-0  | 4-7  |  |
| Roller Salerno    | 8-4  | 4-3  | –––– | 3-3  | 3-0  |  |
| Rot.Lucana Matera | 7-2  | 2-4  | 7-3  | –––– | 6-5  |  |
| Salerno           | 9-2  | 4-5  | 3-5  | 7-4  | –––– |  |

#### Calendario
| Andata (1ª) | Andata (1ª)           | Prima giornata                     | Ritorno (6ª) | Ritorno (6ª) |
|             |                       |                                    |              |              |
| 3 gen.      | 4-3                   | Roller Salerno-Molfetta            | 5-6          | 7 feb.       |
| 3 gen.      | 6-5                   | Rotellistica Lucana Matera-Salerno | 4-7          | 7 feb.       |
| 3 gen.      | Riposa: Croce Azzurra |                                    |              | 7 feb.       |

| Andata (2ª) | Andata (2ª)               | Seconda giornata       | Ritorno (7ª) | Ritorno (7ª) |
|             |                           |                        |              |              |
| 10 gen.     | 12-6                      | Molfetta-Croce Azzurra | 6-1          | 14 feb.      |
| 10 gen.     | 3-5                       | Salerno-Roller Salerno | 0-3          | 14 feb.      |
| 10 gen.     | Riposa: Rot.Lucana Matera |                        |              | 14 feb.      |

| Andata (1ª) | Andata (1ª)           | Prima giornata                     | Ritorno (6ª) | Ritorno (6ª) |
|             |                       |                                    |              |              |
| 3 gen.      | 4-3                   | Roller Salerno-Molfetta            | 5-6          | 7 feb.       |
| 3 gen.      | 6-5                   | Rotellistica Lucana Matera-Salerno | 4-7          | 7 feb.       |
| 3 gen.      | Riposa: Croce Azzurra |                                    |              | 7 feb.       |

| Andata (2ª) | Andata (2ª)               | Seconda giornata       | Ritorno (7ª) | Ritorno (7ª) |
|             |                           |                        |              |              |
| 10 gen.     | 12-6                      | Molfetta-Croce Azzurra | 6-1          | 14 feb.      |
| 10 gen.     | 3-5                       | Salerno-Roller Salerno | 0-3          | 14 feb.      |
| 10 gen.     | Riposa: Rot.Lucana Matera |                        |              | 14 feb.      |

| Andata (3ª) | Andata (3ª)      | Terza giornata                      | Ritorno (8ª) | Ritorno (8ª) |
|             |                  |                                     |              |              |
| 17 gen.     | 4-6              | Croce Azzurra-Salerno               | 2-9          | 21 feb.      |
| 17 gen.     | 3-3              | Roller Salerno-Rotell.Lucana Matera | 3-7          | 21 feb.      |
| 17 gen.     | Riposa: Molfetta |                                     |              | 21 feb.      |

| Andata (4ª) | Andata (4ª)     | Quarta giornata               | Ritorno (9ª) | Ritorno (9ª) |
|             |                 |                               |              |              |
| 24 gen.     | 2-9             | Croce Azzurra-Roller Salerno  | 4-8          | 28 feb.      |
| 24 gen.     | 8-0             | Molfetta-Rotell.Lucana Matera | 4-2          | 28 feb.      |
| 24 gen.     | Riposa: Salerno |                               |              | 28 feb.      |

| Andata (3ª) | Andata (3ª)      | Terza giornata                      | Ritorno (8ª) | Ritorno (8ª) |
|             |                  |                                     |              |              |
| 17 gen.     | 4-6              | Croce Azzurra-Salerno               | 2-9          | 21 feb.      |
| 17 gen.     | 3-3              | Roller Salerno-Rotell.Lucana Matera | 3-7          | 21 feb.      |
| 17 gen.     | Riposa: Molfetta |                                     |              | 21 feb.      |

| Andata (4ª) | Andata (4ª)     | Quarta giornata               | Ritorno (9ª) | Ritorno (9ª) |
|             |                 |                               |              |              |
| 24 gen.     | 2-9             | Croce Azzurra-Roller Salerno  | 4-8          | 28 feb.      |
| 24 gen.     | 8-0             | Molfetta-Rotell.Lucana Matera | 4-2          | 28 feb.      |
| 24 gen.     | Riposa: Salerno |                               |              | 28 feb.      |

| \| Andata (5ª) \| Andata (5ª) \| Quinta giornata \| Ritorno (10ª) \| Ritorno (10ª) \| \| \| \| \| \| \| \| 31 gen. \| 7-2 \| Rot.Lucana Matera-Croce Azzurra \| 9-4 \| 7 mar. \| \| 31 gen. \| 4-5 \| Salerno-Molfetta \| 7-4 \| 7 mar. \| \| 31 gen. \| Riposa: Roller Salerno \| \| \| 7 mar. \| |                        |                                 |               |               |
| Andata (5ª) | Andata (5ª)            | Quinta giornata                 | Ritorno (10ª) | Ritorno (10ª) |
| |                        |                                 |               |               |
| 31 gen. | 7-2                    | Rot.Lucana Matera-Croce Azzurra | 9-4           | 7 mar.        |
| 31 gen. | 4-5                    | Salerno-Molfetta                | 7-4           | 7 mar.        |
| 31 gen. | Riposa: Roller Salerno |                                 |               | 7 mar.        |

| Andata (5ª) | Andata (5ª)            | Quinta giornata                 | Ritorno (10ª) | Ritorno (10ª) |
|             |                        |                                 |               |               |
| 31 gen.     | 7-2                    | Rot.Lucana Matera-Croce Azzurra | 9-4           | 7 mar.        |
| 31 gen.     | 4-5                    | Salerno-Molfetta                | 7-4           | 7 mar.        |
| 31 gen.     | Riposa: Roller Salerno |                                 |               | 7 mar.        |

## Play-off promozione

### Girone 1

#### Classifica finale
|  | Pos. | Squadra             | Pt | G  | V | N | P  | GF | GS | DR  |
|  | ---- | ------------------- | -- | -- | - | - | -- | -- | -- | --- |
|  | 1.   | Marzotto Valdagno   | 17 | 10 | 8 | 1 | 1  | 68 | 26 | +42 |
|  | 2.   | Sandrigo            | 13 | 10 | 5 | 3 | 2  | 44 | 39 | +9  |
|  | 3.   | Lodi                | 13 | 10 | 6 | 1 | 3  | 45 | 54 | -9  |
|  | 4.   | Tricolore           | 12 | 10 | 5 | 2 | 3  | 58 | 39 | +19 |
|  | 5.   | Don Piero Carpenedo | 5  | 10 | 2 | 1 | 7  | 41 | 63 | -22 |
|  | 6.   | Rotellistica Novara | 0  | 10 | 0 | 0 | 10 | 33 | 88 | -55 |

Legenda:
      Promosso subito in Serie A2 1987-1988.
  Ammesso al play-off retrocessione/promozione con la Serie A2.
Note:
Due punti a vittoria, uno a pareggio, zero a sconfitta.
In caso di arrivo di due o più squadre a pari punti, la graduatoria finale verrà stilata secondo la classifica avulsa tra le squadre interessate che prevede, in ordine, i seguenti criteri:
- Punti negli scontri diretti.
- Differenza reti negli scontri diretti.
- Differenza reti generale.
- Reti realizzate in generale.
- Sorteggio.

#### Risultati

##### Tabellone
Compilato esclusivamente con risultati pubblicati dalla FIHP.
| Gir.1 1986-1987     | DonC | Lodi | MarV | RotN | Sand | Tric |
| ------------------- | ---- | ---- | ---- | ---- | ---- | ---- |
| Don Piero Carpenedo | –––– | 4-6  | 2-11 | 11-4 | 5-5  | 2-5  |
| Lodi                | 5-3  | –––– | 2-4  | 6-4  | 2-3  | 4-1  |
| Marzotto Valdagno   | 7-3  | 6-1  | –––– | 9-2  | 3-2  | 5-2  |
| Rotellistica Novara | 2-3  | 1-10 | 4-16 | –––– | 4-5  | 6-8  |
| Sandrigo            | 6-5  | 4-4  | 5-4  | 7-2  | –––– | 5-5  |
| Tricolore           | 12-3 | 4-5  | 3-3  | 13-4 | 5-2  | –––– |

##### Calendario
| Andata (1ª) | Andata (1ª) | Prima giornata                  | Ritorno (6ª) | Ritorno (6ª) |
|             |             |                                 |              |              |
| 21 mar.     | 4-6         | Don Piero Carpenedo-Lodi        | 3-5          | 2 mag.       |
| 21 mar.     | 9-2         | Marzotto Valdagno-Rotell.Novara | 16-4         | 2 mag.       |
| 21 mar.     | 5-5         | Sandrigo-Tricolore              | 2-3          | 2 mag.       |

| Andata (2ª) | Andata (2ª) | Seconda giornata              | Ritorno (7ª) | Ritorno (7ª) |
|             |             |                               |              |              |
| 28 mar.     | 5-5         | Don Piero Carpenedo-Sandrigo  | 5-6          | 9 mag.       |
| 28 mar.     | 2-4         | Lodi-Marzotto Valdagno        | 1-6          | 9 mag.       |
| 28 mar.     | 13-4        | Tricolore-Rotellistica Novara | 8-6          | 9 mag.       |

| Andata (1ª) | Andata (1ª) | Prima giornata                  | Ritorno (6ª) | Ritorno (6ª) |
|             |             |                                 |              |              |
| 21 mar.     | 4-6         | Don Piero Carpenedo-Lodi        | 3-5          | 2 mag.       |
| 21 mar.     | 9-2         | Marzotto Valdagno-Rotell.Novara | 16-4         | 2 mag.       |
| 21 mar.     | 5-5         | Sandrigo-Tricolore              | 2-3          | 2 mag.       |

| Andata (2ª) | Andata (2ª) | Seconda giornata              | Ritorno (7ª) | Ritorno (7ª) |
|             |             |                               |              |              |
| 28 mar.     | 5-5         | Don Piero Carpenedo-Sandrigo  | 5-6          | 9 mag.       |
| 28 mar.     | 2-4         | Lodi-Marzotto Valdagno        | 1-6          | 9 mag.       |
| 28 mar.     | 13-4        | Tricolore-Rotellistica Novara | 8-6          | 9 mag.       |

| Andata (3ª) | Andata (3ª) | Terza giornata                    | Ritorno (8ª) | Ritorno (8ª) |
|             |             |                                   |              |              |
| 4 apr.      | 4-1         | Lodi-Tricolore                    | 5-4          | 16 mag.      |
| 4 apr.      | 7-3         | Marzotto Valdagno-Don P.Carpenedo | 11-2         | 16 mag.      |
| 4 apr.      | 4-5         | Rotell.Novara-Sandrigo            | 2-7          | 16 mag.      |

| Andata (4ª) | Andata (4ª) | Quarta giornata                   | Ritorno (9ª) | Ritorno (9ª) |
|             |             |                                   |              |              |
| 11 apr.     | 2-3         | Rotell.Novara-Don Piero Carpenedo | 4-11         | 23 mag.      |
| 11 apr.     | 4-4         | Sandrigo-Lodi                     | 3-2          | 23 mag.      |
| 11 apr.     | 3-3         | Tricolore-Marzotto Valdagno       | 2-5          | 23 mag.      |

| Andata (3ª) | Andata (3ª) | Terza giornata                    | Ritorno (8ª) | Ritorno (8ª) |
|             |             |                                   |              |              |
| 4 apr.      | 4-1         | Lodi-Tricolore                    | 5-4          | 16 mag.      |
| 4 apr.      | 7-3         | Marzotto Valdagno-Don P.Carpenedo | 11-2         | 16 mag.      |
| 4 apr.      | 4-5         | Rotell.Novara-Sandrigo            | 2-7          | 16 mag.      |

| Andata (4ª) | Andata (4ª) | Quarta giornata                   | Ritorno (9ª) | Ritorno (9ª) |
|             |             |                                   |              |              |
| 11 apr.     | 2-3         | Rotell.Novara-Don Piero Carpenedo | 4-11         | 23 mag.      |
| 11 apr.     | 4-4         | Sandrigo-Lodi                     | 3-2          | 23 mag.      |
| 11 apr.     | 3-3         | Tricolore-Marzotto Valdagno       | 2-5          | 23 mag.      |

| \| Andata (5ª) \| Andata (5ª) \| Quinta giornata \| Ritorno (10ª) \| Ritorno (10ª) \| \| \| \| \| \| \| \| 25 apr. \| 2-5 \| Don Piero Carpenedo-Tricolore \| 3-12 \| 30 mag. \| \| 25 apr. \| 6-4 \| Lodi-Rotellistica Novara \| 10-1 \| 30 mag. \| \| 25 apr. \| 5-4 \| Sandrigo-Marzotto VaLdagno \| 2-3 \| 30 mag. \| |             |                               |               |               |
| Andata (5ª) | Andata (5ª) | Quinta giornata               | Ritorno (10ª) | Ritorno (10ª) |
| |             |                               |               |               |
| 25 apr. | 2-5         | Don Piero Carpenedo-Tricolore | 3-12          | 30 mag.       |
| 25 apr. | 6-4         | Lodi-Rotellistica Novara      | 10-1          | 30 mag.       |
| 25 apr. | 5-4         | Sandrigo-Marzotto VaLdagno    | 2-3           | 30 mag.       |

| Andata (5ª) | Andata (5ª) | Quinta giornata               | Ritorno (10ª) | Ritorno (10ª) |
|             |             |                               |               |               |
| 25 apr.     | 2-5         | Don Piero Carpenedo-Tricolore | 3-12          | 30 mag.       |
| 25 apr.     | 6-4         | Lodi-Rotellistica Novara      | 10-1          | 30 mag.       |
| 25 apr.     | 5-4         | Sandrigo-Marzotto VaLdagno    | 2-3           | 30 mag.       |

### Girone 2

#### Classifica finale
|  | Pos. | Squadra             | Pt | G  | V | N | P | GF | GS | DR  |
|  | ---- | ------------------- | -- | -- | - | - | - | -- | -- | --- |
|  | 1.   | Rotellistica Matera | 18 | 10 | 9 | 0 | 1 | 67 | 30 | +37 |
|  | 2.   | Roller Salerno      | 14 | 10 | 6 | 2 | 2 | 57 | 32 | +25 |
|  | 3.   | Pro Sarzana (-1)    | 10 | 10 | 5 | 1 | 4 | 44 | 35 | +9  |
|  | 4.   | Mens Sana Siena     | 8  | 10 | 3 | 2 | 5 | 25 | 38 | -13 |
|  | 5.   | Molfetta            | 7  | 10 | 2 | 3 | 5 | 34 | 51 | -17 |
|  | 6.   | Roll Prato          | 2  | 10 | 1 | 0 | 9 | 25 | 66 | -41 |

Legenda:
      Promosso subito in Serie A2 1987-1988.
  Ammesso al play-off retrocessione/promozione con la Serie A2.
Note:
Due punti a vittoria, uno a pareggio, zero a sconfitta.
In caso di arrivo di due o più squadre a pari punti, la graduatoria finale verrà stilata secondo la classifica avulsa tra le squadre interessate che prevede, in ordine, i seguenti criteri:
- Punti negli scontri diretti.
- Differenza reti negli scontri diretti.
- Differenza reti generale.
- Reti realizzate in generale.
- Sorteggio.

La Pro Sarzana ha scontato un punto di penalizzazione.

#### Risultati

##### Tabellone
Compilato esclusivamente con risultati pubblicati dalla FIHP.
| Gir.2 1986-1987   | Mens | Molf | ProS | RolP | RolS | RotM |
| ----------------- | ---- | ---- | ---- | ---- | ---- | ---- |
| Mens Sana Siena   | –––– | 2-2  | 2-1  | 3-1  | 3-3  | 5-8  |
| Molfetta          | 4-2  | –––– | 2-7  | 6-2  | 4-4  | 3-6  |
| Pro Sarzana       | 4-3  | 4-4  | –––– | 8-2  | 4-7  | 4-5  |
| Roll Prato        | 0-2  | 4-2  | 6-8  | –––– | 3-9  | 5-8  |
| Roller Salerno    | 10-1 | 7-3  | 2-4  | 9-1  | –––– | 4-3  |
| Rot.Lucana Matera | 5-2  | 13-4 | 2-0  | 11-1 | 6-2  | –––– |

##### Calendario
| Andata (1ª) | Andata (1ª) | Prima giornata                       | Ritorno (6ª) | Ritorno (6ª) |
|             |             |                                      |              |              |
| 21 mar.     | 5-8         | Mens Sana Siena-Rotell.Lucana Matera | 2-5          | 2 mag.       |
| 21 mar.     | 4-2         | Roll Prato-Molfetta                  | 2-6          | 2 mag.       |
| 21 mar.     | 2-4         | Roller Salerno-Pro Sarzana           | 7-4          | 2 mag.       |

| Andata (2ª) | Andata (2ª) | Seconda giornata                       | Ritorno (7ª) | Ritorno (7ª) |
|             |             |                                        |              |              |
| 28 mar.     | 4-2         | Molfetta-Mens Sana Siena               | 2-2          | 9 mag.       |
| 28 mar.     | 4-5         | Pro Sarzana-Rotellistica Lucana Matera | 0-2          | 9 mag.       |
| 28 mar.     | 3-9         | Roll Prato-Roller Salerno              | 1-9          | 9 mag.       |

| Andata (1ª) | Andata (1ª) | Prima giornata                       | Ritorno (6ª) | Ritorno (6ª) |
|             |             |                                      |              |              |
| 21 mar.     | 5-8         | Mens Sana Siena-Rotell.Lucana Matera | 2-5          | 2 mag.       |
| 21 mar.     | 4-2         | Roll Prato-Molfetta                  | 2-6          | 2 mag.       |
| 21 mar.     | 2-4         | Roller Salerno-Pro Sarzana           | 7-4          | 2 mag.       |

| Andata (2ª) | Andata (2ª) | Seconda giornata                       | Ritorno (7ª) | Ritorno (7ª) |
|             |             |                                        |              |              |
| 28 mar.     | 4-2         | Molfetta-Mens Sana Siena               | 2-2          | 9 mag.       |
| 28 mar.     | 4-5         | Pro Sarzana-Rotellistica Lucana Matera | 0-2          | 9 mag.       |
| 28 mar.     | 3-9         | Roll Prato-Roller Salerno              | 1-9          | 9 mag.       |

| Andata (3ª) | Andata (3ª) | Terza giornata                   | Ritorno (8ª) | Ritorno (8ª) |
|             |             |                                  |              |              |
| 4 apr.      | 3-1         | Mens Sana Siena-Roll Prato       | 2-0          | 16 mag.      |
| 4 apr.      | 2-7         | Molfetta-Pro Sarzana             | 4-4          | 16 mag.      |
| 4 apr.      | 6-2         | Rot.Lucana Matera-Roller Salerno | 3-4          | 16 mag.      |

| Andata (4ª) | Andata (4ª) | Quarta giornata                       | Ritorno (9ª) | Ritorno (9ª) |
|             |             |                                       |              |              |
| 11 apr.     | 4-3         | Pro Sarzana-Mens Sana Siena           | 1-2          | 23 mag.      |
| 11 apr.     | 7-3         | Roller Salerno-Molfetta               | 4-4          | 23 mag.      |
| 11 apr.     | 11-1        | Rotellistica Lucana Matera-Roll Prato | 8-5          | 23 mag.      |

| Andata (3ª) | Andata (3ª) | Terza giornata                   | Ritorno (8ª) | Ritorno (8ª) |
|             |             |                                  |              |              |
| 4 apr.      | 3-1         | Mens Sana Siena-Roll Prato       | 2-0          | 16 mag.      |
| 4 apr.      | 2-7         | Molfetta-Pro Sarzana             | 4-4          | 16 mag.      |
| 4 apr.      | 6-2         | Rot.Lucana Matera-Roller Salerno | 3-4          | 16 mag.      |

| Andata (4ª) | Andata (4ª) | Quarta giornata                       | Ritorno (9ª) | Ritorno (9ª) |
|             |             |                                       |              |              |
| 11 apr.     | 4-3         | Pro Sarzana-Mens Sana Siena           | 1-2          | 23 mag.      |
| 11 apr.     | 7-3         | Roller Salerno-Molfetta               | 4-4          | 23 mag.      |
| 11 apr.     | 11-1        | Rotellistica Lucana Matera-Roll Prato | 8-5          | 23 mag.      |

| \| Andata (5ª) \| Andata (5ª) \| Quinta giornata \| Ritorno (10ª) \| Ritorno (10ª) \| \| \| \| \| \| \| \| 25 apr. \| 3-0 \| Molfetta-Rotellistica Lucana Matera \| 4-13 \| 30 mag. \| \| 25 apr. \| 6-8 \| Roll Prato-Pro Sarzana \| 2-8 \| 30 mag. \| \| 25 apr. \| 10-1 \| Roller Salerno-Mens Sana Siena \| 3-3 \| 30 mag. \| |             |                                     |               |               |
| Andata (5ª) | Andata (5ª) | Quinta giornata                     | Ritorno (10ª) | Ritorno (10ª) |
| |             |                                     |               |               |
| 25 apr. | 3-0         | Molfetta-Rotellistica Lucana Matera | 4-13          | 30 mag.       |
| 25 apr. | 6-8         | Roll Prato-Pro Sarzana              | 2-8           | 30 mag.       |
| 25 apr. | 10-1        | Roller Salerno-Mens Sana Siena      | 3-3           | 30 mag.       |

| Andata (5ª) | Andata (5ª) | Quinta giornata                     | Ritorno (10ª) | Ritorno (10ª) |
|             |             |                                     |               |               |
| 25 apr.     | 3-0         | Molfetta-Rotellistica Lucana Matera | 4-13          | 30 mag.       |
| 25 apr.     | 6-8         | Roll Prato-Pro Sarzana              | 2-8           | 30 mag.       |
| 25 apr.     | 10-1        | Roller Salerno-Mens Sana Siena      | 3-3           | 30 mag.       |

## Play-off retrocessione

### Girone 1

#### Classifica finale
|  | Pos. | Squadra          | Pt | G | V | N | P | GF | GS | DR  |
|  | ---- | ---------------- | -- | - | - | - | - | -- | -- | --- |
|  | 1.   | Rollen Pordenone | 10 | 6 | 5 | 0 | 1 | 59 | 26 | +33 |
|  | 2.   | Pico Mirandola   | 8  | 6 | 4 | 0 | 2 | 37 | 34 | +3  |
|  | 3.   | Amatori Novara   | 6  | 6 | 3 | 0 | 3 | 42 | 40 | +2  |
|  | 4.   | Monza 83         | 0  | 6 | 0 | 0 | 6 | 20 | 58 | -38 |

Legenda:
      Retrocesso in Serie C 1987-1988.
Note:
Due punti a vittoria, uno a pareggio, zero a sconfitta.
In caso di arrivo di due o più squadre a pari punti, la graduatoria finale verrà stilata secondo la classifica avulsa tra le squadre interessate che prevede, in ordine, i seguenti criteri:
- Punti negli scontri diretti.
- Differenza reti negli scontri diretti.
- Differenza reti generale.
- Reti realizzate in generale.
- Sorteggio.

#### Risultati

##### Tabellone
Compilato esclusivamente con risultati pubblicati dalla FIHP.
| Gir.1 1986-1987  | AmNo | GPic | Monz | Roll |
| ---------------- | ---- | ---- | ---- | ---- |
| Amatori Novara   | –––– | 4-5  | 12-4 | 11-7 |
| G.Pico Mirandola | 8-5  | –––– | 8-4  | 6-9  |
| Monza 83         | 5-9  | 3-6  | –––– | 3-14 |
| Rollen Pordenone | 11-1 | 9-4  | 9-1  | –––– |

##### Calendario
| Andata (1ª) | Andata (1ª) | Prima giornata                  | Ritorno (4ª) | Ritorno (4ª) |
|             |             |                                 |              |              |
| 21 mar.     | 8-4         | G.Pico Mirandola-Monza 83       | 6-3          | 11 apr.      |
| 21 mar.     | 11-1        | Rollen Pordenone-Amatori Novara | 7-11         | 11 apr.      |

| Andata (2ª) | Andata (2ª) | Seconda giornata                | Ritorno (7ª) | Ritorno (7ª) |
|             |             |                                 |              |              |
| 28 mar.     | 8-5         | G.Pico Mirandola-Amatori Novara | 5-4          | 25 apr.      |
| 28 mar.     | 3-14        | Monza 83-Rollen Pordenone       | 1-9          | 25 apr.      |

| Andata (1ª) | Andata (1ª) | Prima giornata                  | Ritorno (4ª) | Ritorno (4ª) |
|             |             |                                 |              |              |
| 21 mar.     | 8-4         | G.Pico Mirandola-Monza 83       | 6-3          | 11 apr.      |
| 21 mar.     | 11-1        | Rollen Pordenone-Amatori Novara | 7-11         | 11 apr.      |

| Andata (2ª) | Andata (2ª) | Seconda giornata                | Ritorno (7ª) | Ritorno (7ª) |
|             |             |                                 |              |              |
| 28 mar.     | 8-5         | G.Pico Mirandola-Amatori Novara | 5-4          | 25 apr.      |
| 28 mar.     | 3-14        | Monza 83-Rollen Pordenone       | 1-9          | 25 apr.      |

| \| Andata (3ª) \| Andata (3ª) \| Terza giornata \| Ritorno (8ª) \| Ritorno (8ª) \| \| \| \| \| \| \| \| 4 apr. \| 12-4 \| Amatori Novara-Monza 83 \| 9-5 \| 2 mag. \| \| 4 apr. \| 9-4 \| Rollen Pordenone-G.Pico Mirandola \| 9-6 \| 2 mag. \| |             |                                   |              |              |
| Andata (3ª) | Andata (3ª) | Terza giornata                    | Ritorno (8ª) | Ritorno (8ª) |
| |             |                                   |              |              |
| 4 apr. | 12-4        | Amatori Novara-Monza 83           | 9-5          | 2 mag.       |
| 4 apr. | 9-4         | Rollen Pordenone-G.Pico Mirandola | 9-6          | 2 mag.       |

| Andata (3ª) | Andata (3ª) | Terza giornata                    | Ritorno (8ª) | Ritorno (8ª) |
|             |             |                                   |              |              |
| 4 apr.      | 12-4        | Amatori Novara-Monza 83           | 9-5          | 2 mag.       |
| 4 apr.      | 9-4         | Rollen Pordenone-G.Pico Mirandola | 9-6          | 2 mag.       |

### Girone 2

#### Classifica finale
|  | Pos. | Squadra                     | Pt | G | V | N | P | GF | GS | DR  |
|  | ---- | --------------------------- | -- | - | - | - | - | -- | -- | --- |
|  | 1.   | Salerno                     | 10 | 6 | 5 | 0 | 1 | 50 | 19 | +31 |
|  | 2.   | Croce Azzurra               | 8  | 6 | 4 | 0 | 2 | 34 | 27 | +7  |
|  | 3.   | Pattinatori Pistoia         | 6  | 6 | 3 | 0 | 3 | 41 | 26 | +15 |
|  | 4.   | Adriatica Montesilvano (-2) | -2 | 6 | 0 | 0 | 6 | 14 | 67 | -53 |

Legenda:
      Retrocesso in Serie C 1987-1988.
Note:
Due punti a vittoria, uno a pareggio, zero a sconfitta.
In caso di arrivo di due o più squadre a pari punti, la graduatoria finale verrà stilata secondo la classifica avulsa tra le squadre interessate che prevede, in ordine, i seguenti criteri:
- Punti negli scontri diretti.
- Differenza reti negli scontri diretti.
- Differenza reti generale.
- Reti realizzate in generale.
- Sorteggio.

L'Adriatica Montesilvano ha scontato due punti di penalizzazione.

#### Risultati

##### Tabellone
Compilato esclusivamente con risultati pubblicati dalla FIHP.
| Gir.2 1986-1987        | Adri | CrAz | PatP | Sale |
| ---------------------- | ---- | ---- | ---- | ---- |
| Adriatica Montesilvano | –––– | 3-15 | 1-15 | 4-12 |
| Croce Azzurra          | 2-0  | –––– | 6-4  | 6-5  |
| Patt.Pistoia           | 9-4  | 8-3  | –––– | 3-5  |
| Salerno                | 14-2 | 7-2  | 7-2  | –––– |

##### Calendario
| Andata (1ª) | Andata (1ª) | Prima giornata                       | Ritorno (6ª) | Ritorno (6ª) |
|             |             |                                      |              |              |
| 21 mar.     | 3-15        | Adriatica Montesilvano-Croce Azzurra | 0-2          | 11 apr.      |
| 21 mar.     | 3-5         | Pattinatori Pistoia-Salerno-         | 2-7          | 11 apr.      |

| Andata (2ª) | Andata (2ª) | Seconda giornata                  | Ritorno (7ª) | Ritorno (7ª) |
|             |             |                                   |              |              |
| 28 mar.     | 6-4         | Croce Azzurra-Pattinatori Pistoia | 3-8          | 25 apr.      |
| 28 mar.     | 14-2        | Salerno-Adriatica Montesilvano    | 12-4         | 25 apr.      |

| Andata (1ª) | Andata (1ª) | Prima giornata                       | Ritorno (6ª) | Ritorno (6ª) |
|             |             |                                      |              |              |
| 21 mar.     | 3-15        | Adriatica Montesilvano-Croce Azzurra | 0-2          | 11 apr.      |
| 21 mar.     | 3-5         | Pattinatori Pistoia-Salerno-         | 2-7          | 11 apr.      |

| Andata (2ª) | Andata (2ª) | Seconda giornata                  | Ritorno (7ª) | Ritorno (7ª) |
|             |             |                                   |              |              |
| 28 mar.     | 6-4         | Croce Azzurra-Pattinatori Pistoia | 3-8          | 25 apr.      |
| 28 mar.     | 14-2        | Salerno-Adriatica Montesilvano    | 12-4         | 25 apr.      |

| \| Andata (3ª) \| Andata (3ª) \| Terza giornata \| Ritorno (8ª) \| Ritorno (8ª) \| \| \| \| \| \| \| \| 4 apr. \| 9-4 \| Pattinatori Pistoia-Adriatica M. \| 15-1 \| 2 mag. \| \| 4 apr. \| 7-2 \| Salerno-Croce Azzurra \| 5-6 \| 2 mag. \| |             |                                  |              |              |
| Andata (3ª) | Andata (3ª) | Terza giornata                   | Ritorno (8ª) | Ritorno (8ª) |
| |             |                                  |              |              |
| 4 apr. | 9-4         | Pattinatori Pistoia-Adriatica M. | 15-1         | 2 mag.       |
| 4 apr. | 7-2         | Salerno-Croce Azzurra            | 5-6          | 2 mag.       |

| Andata (3ª) | Andata (3ª) | Terza giornata                   | Ritorno (8ª) | Ritorno (8ª) |
|             |             |                                  |              |              |
| 4 apr.      | 9-4         | Pattinatori Pistoia-Adriatica M. | 15-1         | 2 mag.       |
| 4 apr.      | 7-2         | Salerno-Croce Azzurra            | 5-6          | 2 mag.       |

## Play-off promozione con la Serie A2
Il Roller Club Salerno, 2º classificato della girone B delle finali promozione, rinunciò a partecipare ai play-out/play-off promozione. Al suo posto fu ammessa la Pro Sarzana. Fonte:
|                | Risultati |                | Luogo e data             |
| -------------- | --------- | -------------- | ------------------------ |
| Pro Sarzana    | 3-8       | Patt.Sarzanesi | Correggio, 4 Luglio 1987 |
| Sandrigo       | 4-1       | Grosseto       | Correggio, 4 Luglio 1987 |
|                |           |                |                          |
| Pro Sarzana    | 2-5       | Sandrigo       | Correggio, 4 Luglio 1987 |
| Patt.Sarzanesi | 3-3       | Grosseto       | Correggio, 4 Luglio 1987 |
|                |           |                |                          |
| Grosseto       | 3-1       | Pro Sarzana    | Correggio, 5 Luglio 1987 |
| Patt.Sarzanesi | 2-2       | Sandrigo       | Correggio, 5 Luglio 1987 |
|                |           |                |                          |

(3ª finali B Serie B) Pro Sarzana vs. (13ªA2) Pattinatori Sarzanesi
| Correggio 4 luglio 1987 Gara 1 | Pro Sarzana               | 3 – 8 | Patt.Sarzanesi | PalaPietri\| Arbitro: \| De Pietri (Reggio Emilia) \| |
| Arbitro:                       | De Pietri (Reggio Emilia) |       |                |                                                       |

(2ª finali A Serie B) Sandrigo vs. (14ªA2) Grosseto
| Correggio 4 luglio 1987 Gara 2 | Sandrigo        | 4 – 1 | Grosseto | PalaPietri\| Arbitro: \| Pulghè (Novara) \| |
| Arbitro:                       | Pulghè (Novara) |       |          |                                             |

(3ª finali B Serie B) Pro Sarzana vs. (2ª finali A Serie B) Sandrigo
| Correggio 4 luglio 1987 Gara 3 | Pro Sarzana              | 2 – 5 | Sandrigo | PalaPietri\| Arbitro: \| Vergalli (Reggio Emilia) \| |
| Arbitro:                       | Vergalli (Reggio Emilia) |       |          |                                                      |

(13ªA2) Pattinatori Sarzanesi vs. (14ªA2) Grosseto
| Correggio 4 luglio 1987 Gara 4 | Patt.Sarzanesi            | 3 – 3 | Grosseto | PalaPietri\| Arbitro: \| De Pietri (Reggio Emilia) \| |
| Arbitro:                       | De Pietri (Reggio Emilia) |       |          |                                                       |

(14ªA2) Grosseto vs. (3ª finali B Serie B) Pro Sarzana
| Correggio 5 luglio 1987 Gara 5 | Grosseto        | 3 – 1 | Pro Sarzana | PalaPietri\| Arbitro: \| Pulghè (Novara) \| |
| Arbitro:                       | Pulghè (Novara) |       |             |                                             |

(13ªA2) Pattinatori vs. (2ª finali A Serie B) Sandrigo
| Correggio 5 luglio 1987 Gara 6 | Patt.Sarzanesi  | 2 – 2 | Sandrigo | PalaPietri\| Arbitro: \| Pulghè (Novara) \| |
| Arbitro:                       | Pulghè (Novara) |       |          |                                             |

### Classifica finale play-off
|  | Pos. | Squadra        | Pt | G | V | N | P | GF | GS | DR  |
|  | ---- | -------------- | -- | - | - | - | - | -- | -- | --- |
|  | 1.   | Sandrigo       | 5  | 3 | 2 | 1 | 0 | 11 | 5  | +6  |
|  | 2.   | Patt.Sarzanesi | 4  | 3 | 1 | 2 | 0 | 13 | 8  | +5  |
|  | 3.   | Grosseto       | 3  | 3 | 1 | 1 | 1 | 7  | 8  | -1  |
|  | 4.   | Pro Sarzana    | 0  | 3 | 0 | 0 | 3 | 6  | 16 | -10 |

Legenda:
     Partecipa alla Serie A2 1987-1988.
      Retrocesso in Serie B 1987-1988.
Note:
Due punti a vittoria, uno a pareggio, zero a sconfitta.